# Подрядниковский сельский округ
Подрядниковский сельский округ — упразднённая административно-территориальная единица, существовавшая на территории Егорьевского района Московской области в 1994—2006 годах.
Подрядниковский сельсовет был образован в первые годы советской власти. По данным 1923 года он входил в состав Двоенской волости Егорьевского уезда Московской губернии.
В 1925 году Подрядниковский с/с был присоединён к Астанинскому с/с, но уже 16 ноября 1926 года восстановлен.
В 1929 году Подрядниковский с/с был отнесён к Егорьевскому району Орехово-Зуевского округа Московской области. При этом к нем убыл вновь присоединён Астанинский с/с.
28 декабря 1951 года к Подрядниковскому с/с был присоединён Иншаковский сельсовет.
14 июня 1954 года к Подрядниковскому с/с был присоединён Парыкинский сельсовет.
27 июня 1959 года к Подрядниковскому с/с был присоединён Полбинский с/с.
22 апреля 1960 года из Подрядниковского с/с в Починковский были переданы селения Княжево, Леоново, Полбино и Харламово.
1 февраля 1963 года Егорьевский район был упразднён и Подрядниковский с/с вошёл в Егорьевский сельский район. 11 января 1965 года Подрядниковский с/с был передан в восстановленный Егорьевский район.
30 мая 1978 года в Подрядниковском с/с были упразднены селения Заовражье и Митяково.
3 февраля 1994 года Подрядниковский с/с был преобразован в Подрядниковский сельский округ.
11 марта 2003 года к Подрядниковскому с/о был присоединён Двоенский сельский округ. При этом центр Подрядниковского с/о был перенесён в деревню Юрцово.
21 июня 2004 года к Подрядниковскому с/о были присоединены Полбинский и Починковский с/о.
В ходе муниципальной реформы 2004—2005 годов Подрядниковский сельский округ прекратил своё существование как муниципальная единица. При этом все его населённые пункты были переданы в сельское поселение Юрцовское.
29 ноября 2006 года Подрядниковский сельский округ исключён из учётных данных административно-территориальных и территориальных единиц Московской области.